# Galcerán de Besora
Galcerán de Besora i de Cartellà (? - Ripoll, 1383), diputado eclesiástico de la Diputación del General de Cataluña en el periodo 1377-1378, nombrado por las Cortes de Barcelona (1377).
Era limosnero del monasterio de Ripoll cuando fue nombrado diputado. En 1381 llegaría al cargo de abad que ostentaría hasta su fallecimiento en 1383. Siendo abad, hizo construir una galería porticada del monasterio y la capilla de San Macario.
Galcerán de Besora fue nombrado para cerrar la crisis creada con la dimisión de Guillem de Guimerà i d'Abella en las Cortes de Barcelona (1377). Con todo, el suyo fue un mandato corto, ya que la comisión reorganizadora creada para redirigir la institución, terminó recomendando la destitución de los diputados recién nombrados un año antes. Ramon Gener, que formaba parte de dicha comisión, fue su sustituto.
Los miembros de la efímera diputación, se ocuparon de asuntos de defensa marítima contra el duque de Anjou que amenazaba las costas valencianas.
| Predecesor: Guillem de Guimerà i d'Abella | Diputado Eclesiástico de la Diputación del General de Cataluña 1377–1378 | Sucesor: Ramon Gener |